# Valsonectria simpsonii
Valsonectria simpsonii är en svampart som beskrevs av Samuels & Seifert 1997. Valsonectria simpsonii ingår i släktet Valsonectria, ordningen köttkärnsvampar, klassen Sordariomycetes, divisionen sporsäcksvampar och riket svampar.   Inga underarter finns listade i Catalogue of Life.